# Dnopherula backlundi
Dnopherula backlundi är en insektsart som beskrevs av Jennifer L. Hollis 1966. Dnopherula backlundi ingår i släktet Dnopherula och familjen gräshoppor. Inga underarter finns listade i Catalogue of Life.